# 忠州警察署
忠州警察署（チュンジュけいさつしょ）は、忠北地方警察庁所管の警察署である。

## 管轄区域
- 忠州市

## 沿革
- 1945年10月21日 - 開署
- 1963年1月1日 - 上芼面（現：水安堡面）が槐山郡から中原郡に編入されたことに伴って槐山警察署から当警察署に編入。
- 1985年9月30日 - 現在の庁舎が竣工。

## 組織
- 警務課
- 生活安全課
- 捜査課
- 警備交通課
- 情報保安課

## 管轄地区隊
- 中央地区隊
- 連守地区隊
- 虎岩地区隊
- 西忠州地区隊
- 厳政地区隊

## 管轄派出所
- 水安堡派出所
- 可金派出所
- 金加派出所
- 仰城派出所

## 管轄治安センター
- 乷味治安センター
- 老隠治安センター
- 山尺治安センター
- 蘇台治安センター
- 東良治安センター
- 周徳治安センター